# Moderne femkamp
Moderne femkamp består af en samlet konkurrence i sportsgrenene fægtning, svømning, ridning, terrænløb og skydning. Skydning og løb er slået sammen til en kombineret disciplin. 
Sportsgrenen kom på det olympiske program ved de olympiske lege i 1912.
For de enkelte sportsgrene gælder følgende regler:
- Fægtning: Der fægtes med kårde. Konkurrencen varer til den ene fægter har ramt den anden, dog maksimalt inden for et minut. Har ingen ramt inden for det ene minut taber begge konkurrencen.
- Svømning: 200 meter.
- Ridning: Der rides på en normal springbane, 350-400 meter lang. Hver nedrivning trækker point fra. Hestene er ukendte for moderne femkæmperne og fordeles ved lodtrækning.
- Løb & Skydning: Pistolskydning på en 10 m bane mod fem mål (som skiskydning). Når man har ramt de fem mål – eller efter 70 sekunder – løbes 800 meter i terræn. Dette gentages fire gange. Den traditionelle 4,5 mm Luftpistol er til stævner afløst af elektronisk skydning (laser eller infrarødt).

En turnering afsluttes med den kombinerede skyde-løbe-disciplin. Der anvendes jagtstart: Resultaterne efter fægtning, svømning og ridning omregnes til starttider. Den med flest point er først på skydebanen, men kan sagtens blive overhalet af gode skytter og løbere, der starter senere. Den deltager, der kommer først over målstregen, er vinder af dagens femkamp.
Tidligere varede et moderne femkampstævne flere dage, men afvikles nu på en dag. Ændringerne er indført for at gøre sporten mere publikums-egnet og sikre fortsat deltagelse ved OL. Forretningsudvalget i Den Internationale Olympiske Komité (IOC) indstillede i februar 2013, at moderne femkamp indgår som en af 25 ”kerne-sportsgrene”, der sikres en plads ved OL i 2016 og 2020 – og sandsynligvis også i tiden derefter. Den endelige afgørelse træffes af IOC’s kongres til september 2013.

## Kendte moderne femkæmpere
På internationalt plan har især Eva Fjellerup og Pernille Svarre repræsenteret Danmark. På herresiden har Rasmus Bagger foreløbig vundet 8 danske mesterskaber.

## Organisering
Sporten organiseres i Danmark af Danmarks Moderne Femkampforbund.